# 요시노가리코엔역
요시노가리 공원역(일본어: 吉野ヶ里公園駅)은 일본 사가현 간자키군 요시노가리정에 위치한 철도역이다.

## 타는 곳
| 북쪽 승강장(섬식) | ■ 나가사키 본선(상행) | 도스·하카타·고쿠라·모지·모지 항 방면 대피하는 하행 열차가 있음           |
| 남쪽 승강장(단선) | ■ 나가사키 본선(하행) | 사가·히젠야마구치·나가사키 방면 사세보 선에 직결 운행 하이키·사세보 방면 |

## 역세권 정보
- 요시노가리 유적
- 국도 제34호선

## 역사
- 1942년 9월 30일: 미타가와 신호장으로 영업 개시.
- 1943년 12월 1일: 미타가와역(三田川駅)으로 승격, 일반 여객 업무 개시.
- 1976년 6월 6일: 전철화.
- 1987년 4월 1일: 규슈 여객철도에 이관.
- 1993년 10월 1일: 요시노가리 공원역으로 명칭을 변경.
- 2000년 3월 1일: 역사 개축.
- 2009년 3월 1일: 스고카 도입.

## 인접역
| 규슈 여객철도 ■ 나가사키 본선 | 규슈 여객철도 ■ 나가사키 본선 | 규슈 여객철도 ■ 나가사키 본선 |
| ----------------------------- | ----------------------------- | ----------------------------- |
| 나카바루 도스 방면            |                               | 간자키 히젠야마구치 방면      |